# Nightmare (ban nhạc)
Nightmare (ナイトメア Naitomea) là một ban nhạc visual kei rock người Nhật Bản tới từ Sendai. Ra đời vào ngày 1 tháng 1 năm 2000, đội hình của nhóm gồm Yomi (hát chính), Sakito (lead guitar và hát bè), Hitsugi (rhythm guitar), Ni~ya (bass guitar kiêm hát bè) và Ruka (trống và bộ gõ) trong phần lớn sự nghiệp hoạt động của họ. Ban nhạc đã gặt hái thành công lớn với việc đưa các ca khúc "The World" và "Alumina" làm nhạc bộ anime Death Note và được xem là một nhân tố nổi bật trong làng nhạc visual kei.

## Lịch sử hoạt động

### Thành lập vàUltimate Circus(2000–2003)
Nightmare được thành lập bởi Sakito và Hitsugi vào ngày 1 tháng 1 năm 2000 khi hầu hết các thành viên vẫn còn học trung học. Tên ban nhạc do Hitsugi đề xuất, anh cho biết mình muốn một cái tên ban nhạc khiến mọi người sợ hãi để phù hợp với phong cách hình ảnh của họ. Không lâu sau, Ni~ya nhận lời mới từ Sakito, Yomi được Hitsugi mời, còn Zannin tham gia sau khi nghe tin các bạn cùng lớp của mình đang thành lập một ban nhạc. Tất cả thành viên đều bị ảnh hưởng bởi X Japan hoặc Luna Sea, do đó nhóm khởi đầu làm một ban nhạc chuyên cover trước khi bắt đầu sáng tác riêng.
Năm 2003, Nightmare ký hợp đồng với Nippon Crown và phát hành đĩa đơn đầu tiên "Believe". Ba tháng sau khi ra mắt, nhóm đã phát hành một đĩa đơn ba mặt A, "Akane/Hate/Over", đánh dấu lần đầu tiên một ban nhạc phát hành đĩa đơn có tới ba bản nhạc mặt A. Bài hát "Over" của Nightmare được sử dụng làm nhạc nền cho bộ phim anime truyền hình Croket!. Cuối năm đó, họ phát hành album phòng thu đầu tiên, Ultimate Circus và thực hiện chuyến lưu diễn đầu tiên.

### LividvàAnima(2004–2006)
Năm 2004, Nightmare phát hành ba đĩa đơn; "Varuna", "Tokyo Shounen" và "Cyan", cũng như một album dài khác tên Livid. Nightmare một lần nữa lưu diễn vòng quanh Nhật Bản với Tour CPU 2004. Từ năm 2005 đến 2006, Nightmare tiếp tục hoạt động, phát hành nhiều đĩa đơn hơn và album dài thứ ba của họ vào năm 2006, Anima, trong đó chuyến lưu diễn hỗ trợ, [Anima]lism đã bán hết sạch vé. Năm 2006, họ thu âm một đĩa hát trực tiếp tại NHK Hall mang tên Gianism Tsu. Với ba album và nhiều chuyến lưu diễn, Nightmare phát hành một loạt album "greatest hits" (tuyển tập hit hay nhất).

### The World RulervàKiller Show(2007–2008)
Tháng 10 năm 2006, Nightmare phát hành "The World/Alumina", đĩa đơn đầu tiên được phát hành dưới hãng đĩa mới của họ là VAP. Hai bài hát này lần lượt được sử dụng làm bài nhạc hiệu mở đầu và kết thúc 19 tập đầu tiên của bộ anime chuyển thể Death Note. Ngày 27 tháng 2 năm 2007, nhóm phát hành album thứ tư, The World Ruler và đi lưu diễn vòng quanh Nhật Bản trong ba tháng. Ban nhạc phát hành đĩa đơn tiếp theo, "Raison d'Etre", chỉ một tháng sau khi kết thúc chuyến lưu diễn (được sử dụng làm bài nhạc hiệu mở đầu cho bộ anime Claymore). Tháng 6 năm 2007, họ tổ chức một sự kiện hòa nhạc kéo dài ba ngày mang tên "The World Ruler Encore".
Ngày 23 tháng 9 năm 2007, nhóm biểu diễn lần đầu tiên tại Nippon Budokan. Buổi hòa nhạc có tên Kyokuto Symphony ~The Five Stars Night~ và số vé đã được bán hết trong vòng hai tuần. Họ phát hành thêm hai đĩa đơn, "Konoha" vào ngày 3 tháng 10 năm 2007 và "Dirty" (bài nhạc hiệu mở đầu của Majin Tantei Nougami Neuro) phát hành vào ngày 7 tháng 11. Nhóm kết thúc năm 2007 bằng Dirty Influence Tour tại các thành phố chọn lọc ở Nhật Bản vào tháng 12.

### Majestical Paradevà kỷ niệm 10 năm hoạt động (2009–2010)
Nightmare bắt đầu năm 2009 bằng chuyến lưu diễn ngắn kéo dài hai ngày mang tên "the 9th new departure" và thông báo phát hành album Majestical Parade. Một trong những bài hát trích từ album, "Melody" được phát hành tải nhạc trên internet với số lượng hạn chế vào ngày 29 tháng 4 năm 2009 thông qua Dwango. Majestical Parade được phát hành tại Nhật Bản vào ngày 13 tháng 5 năm 2009 và ban nhạc biểu diễn Nightmare Live House Tour 2009 Parade of Nine, một chuyến lưu diễn qua 9 nơi, kết thúc bằng một buổi biểu diễn ở Toyama vào ngày 31 tháng 5 năm 2009. Trong thời gian này, Nightmare hợp tác với công ty video internet Nico Nico để phát trực tuyến buổi hòa nhạc trực tiếp vào ngày 17 tháng 5 qua Nico Nico Live. Buổi biểu diễn kéo dài 19 phút 34 giây. Chuyến lưu diễn tiếp theo của họ mang tên Nightmare Tour 2009 Parade ~ Start of [X]pest Eve~ bắt đầu vào tháng 6. Chuyến lưu diễn mùa hè được kết thúc bằng lần xuất hiện thứ hai của ban nhạc tại Nippon Budokan vào ngày 29 tháng 8 năm 2009, trong "Parade Tour Finale "Majestic"". Họ phát hành đĩa đơn thứ 20, "Rem" vào ngày 22 tháng 9 cùng ca khúc mặt B "Love Addict". Để kết thúc năm 2009, họ làm 6 show chỉ dành cho người hâm mộ vào tháng 12.
Năm 2010 đánh dấu kỷ niệm 10 năm thành lập ban nhạc. Để kỷ niệm dịp này, Nightmare tổ chức một show Đếm ngược Giao thừa tại Zepp Sendai và phát hành album Gianizm vào ngày hôm sau. Tiếp theo là buổi biểu diễn đầu tiên của họ tại nhà thi đấu Saitama Super Arena vào ngày 9 tháng 1. Chương trình đặt tên là Nightmare 10th Anniversary Special Act. Vol.1 [Gianizm] và danh sách tiết mục gồm 27 bài hát, trong đó có tất cả các bài hát trong album mới. Họ biểu diễn lần đầu tiên tại Makuhari Messe vào ngày 25 tháng 12.

### NightmarevàScums(2011–2016)
Sau khi đồng hồ đếm ngược xuất hiện trên trang web, Nightmare công bố một buổi phát trực tiếp bất ngờ có tên Publish! tại Shinkiba Studio Coast. Tuy nhiên, do trận động đất và sóng thần ở Sendai vào ngày 11 tháng 3, chương trình bị hoãn lại cho đến ngày 30 tháng 3 và đổi tên thành Publish & Recover!. Họ còn thông báo một đĩa đơn mới sẽ được phát hành vào ngày 18 tháng 5, mang tên "Vermilion" thông qua Avex Entertainment. Họ bắt đầu chuyến lưu diễn Time Rewind to Zero vào ngày 15 tháng 4 năm 2011. Buổi biểu diễn cuối cùng của họ trong chuyến lưu diễn là tại Tokyo Kokusai Forum Hall A vào ngày 27 tháng 6.  Sau khi phát hành đĩa đơn "Sleeper", họ thực hiện một chuyến lưu diễn mới mang tên Zeppelin, nơi ban nhạc lưu diễn qua các live house của Zepp trên toàn Nhật Bản. Nhân dịp lễ Halloween, Hitsugi tham gia vào nhóm Halloween Junky Orchestra của Hyde cùng với một số nhạc sĩ khác để cho ra ca khúc "Halloween Party" và một bản hòa tấu không tên. Đĩa đơn được phát hành vào ngày 17 tháng 10 năm 2012 và sau đó là chuyến lưu diễn ngắn ngày tại Kobe World Memorial Hall.
Ngày 30 tháng 1 năm 2013, ban nhạc phát hành một album mới mang tên Scums. Album chứa các đĩa đơn "Mimic" và "Deus ex Machina" cùng với 12 bài hát khác. Sau khi phát hành đĩa nhạc, họ bắt đầu chuyến lưu diễn toàn quốc gồm 19 buổi diễn từ ngày 10 tháng 2 với tên Beautiful Scums. Chuyến lưu diễn kết thúc vào ngày 20 tháng 4 năm 2013 tại nhà hát Hibiya Kokaido. Nightmare còn có buổi diễn đầu tiên ở nước ngoài tại Anime Expo 2013 ở Paris, Pháp. Họ đã biểu diễn cùng với May'n, Una và Urbangarde vào ngày 6 tháng 7 rồi có buổi diễn solo vào ngày 7 tháng 7. Lần diễn ra mắt nước ngoài đầu tiên của họ đã kết thúc thành công. Đĩa đơn tiếp theo "Dizzy" của nhóm phát hành vào ngày 21 tháng 8 năm 2013, đánh dấu kỷ niệm 10 năm kể từ khi trở thành một ban nhạc lớn. Cùng với việc phát hành đĩa đơn, ban nhạc cũng sẽ phát hành DVD và Blu-ray về trận chung kết Beautiful Scums của họ tại Nakano Sun Plaza cùng với một bộ phim tài liệu về chuyến lưu diễn.
Ban nhạc đột ngột tuyên bố tạm ngừng hoạt động cho đến hết năm vào ngày 3 tháng 4 năm 2016 do chứng rối loạn phát âm của Yomi.

### Tái xuất sau thời gian tạm nghỉ (2020)
Sau 4 năm tạm nghỉ, ban nhạc chính thức hoạt động trở lại vào ngày 11 tháng 2 năm 2020 với "20th Anniversary SPECIAL LIVE GIANIZM ~Sai Aku~" tại Yokohama Arena.
Ngày 7 tháng 10 năm 2020, nhóm phát hành đĩa đơn đầu tiên sau 4 năm, mang tên "ink".
Ngày 17 tháng 11 năm 2021, ban nhạc phát hành một đĩa đơn khác mang tên Sinners, được sử dụng làm bài nhạc hiệu mở đầu thứ hai cho bộ anime Duel Masters King!.

## Phong cách âm nhạc và ảnh hưởng
Khái niệm của ban nhạc Nightmare là Gianizm và từ này xuất hiện trong nhiều tựa bài hát của họ. Gianizm có nguồn gốc từ nhân vật Jaian của Doraemon. Phương châm của Jaian là "Cái gì của mày là của tao, cái của tao là của tao." ( "Omae no mono wa ore no mono. Ore no mono wa ore no mono."). Tình cờ, đây cũng là tựa hai album 'hay nhất' mà Nightmare tái phát hành các bài hát indie của họ. Ban nhạc thường mạo hiểm với các thể loại hoặc phong cách mới, chẳng hạn như trong album Scums năm 2013, tác phẩm họ thử nghiệm với electronica và dubstep hoặc "Masquerade" và "Konoha", những bài mà họ cũng thử nghiệm với ska và reggae; và album To Be or Not to Be mà họ thử nghiệm với các yếu tố từ metalcore như breakdown. Nhóm thường kết hợp những phong cách này với gothic/hard rock và thường là pop hoặc jazz.
Album Dahlia của X Japan và album Style của Luna Sea đã đưa Yomi đến với âm nhạc, còn Yomi chơi cover Luna Sea, X Japan, Laputa, Rouage và La'cryma Christi trong những ngày anh học trung học. Sakito còn nhắc đến Sugizo và Steve Vai là những nguồn ảnh hưởng chính của mình.

## Danh sách đĩa nhạc
Album phòng thu
- Ultimate Circus (25 tháng 12 năm 2003)
- Livid (25 tháng 11 năm 2004)
- Anima (22 tháng 2 năm 2006)
- The World Ruler (28 tháng 2 năm 2007)
- Killer Show (21 tháng 5 năm 2008)
- Majestical Parade (13 tháng 5 năm 2009)
- Nightmare (23 tháng 11 năm 2011)
- Scums (30 tháng 1 năm 2013)
- To Be or Not to Be (19 tháng 3 năm 2014)
- Carpe Diem (25 tháng 3 năm 2015)
- Nox:Lux (16 tháng 3 năm 2022)

## Lưu diễn
| Năm  | Tên tour                                                                          |
| 2004 | Tour CPU 2004                                                                     |
| 2006 | [Anima]lism                                                                       |
| 2007 | The World Ruler Tour                                                              |
| 2007 | Dirty Influence Tour                                                              |
| 2008 | 2008 Zepp Tour Six Point Killer Show                                              |
| 2009 | Nightmare Live House Tour 2009 Parade of Nine                                     |
| 2009 | Nightmare Tour 2009 Parade ~ Start of [X]pest Eve~.                               |
| 2010 | Request of Gianizm the Tour                                                       |
| 2010 | Nightmare 10th Anniversary Special Act. Vol.2: Re:Start of Tell(All)ism           |
| 2010 | Nightmare 10th Anniversary Special Act. Vol.3 Historical ~The Highest Nightmare~. |
| 2011 | Time Rewind to Zero                                                               |
| 2011 | Zeppelin.                                                                         |
| 2011 | Nightmare Tour 2011–2012 Nightmarish Reality                                      |
| 2012 | To Mimic the Past                                                                 |
| 2012 | Nightmare Premium Live at Shinkiba Studio Coast                                   |
| 2012 | Natural Born Errors Nightmare vs. Baroque                                         |
| 2012 | Nightmare Tour 2012 Final 'Deus ex Machina'                                       |
| 2013 | beautiful SCUMS at Nakano Sun Plaza                                               |